# بربري (علامة تجارية)
بربري (بالإنجليزية: Burberry)‏ هي بيت أزياء بريطاني فاخر يقع مقره الرئيسي في لندن، إنجلترا. أسسها توماس بربري عام 1856، يركز دار الأزياء الرئيسي الخاص به على معاطف طويلة ويوزعها (الأكثر شهرةً) وملابس خارجية جاهزة للإكسسوارات وملحقات الموضة والعطور والنظارات الشمسية ومستحضرات التجميل، منحته الملكة إليزابيث الثانية والأمير تشارلز الاعتراف الملكي في عام 1955 وعام 1989.
افتتح أول متجر في هايماركت، لندن، في عام 1891. كانت «بربري» شركة مستقلة مدارة عائليًا حتى عام 1955، في عام 2005 أكملت فصلها عن شركة غوس المحدودة، المساهم الأكبر السابق في الشركة.
الشركة مدرجة في بورصة لندن وهي أحد مكونات مؤشر فوتسي 100. في عام 2015، احتلت بربري المرتبة 73 في تقرير انتربراند لأفضل العلامات التجارية العالمية، جنبًا إلى جنب مع لوي فيتون وبرادا. تمتلك «بربري» متاجر في 59 دولة.

## تاريخها
تأسست بربري في عام 1856 عندما افتتح توماس بربري البالغ من العمر 21 عامًا، وهو عامل مبتدئ في محلات الأقمشة، متجره الخاص في بيزينغستوك، هامبشاير، إنجلترا. بحلول عام 1870 رسخت الشركة نفسها من خلال التركيز على تطوير الملابس الخارجية. في عام 1879 أدخل بربري مادة غبردين إلى علامته التجارية، وهي نسيج متين ومقاوم للماء ويسمح بالتهوية، حيث يتم عزل الخيوط قبل النسج. ثم تم تسجيل براءة اختراع غبردين في عام 1888، في عام 1891 افتتحت بربري متجرًا في شارع هايماركت، لندن.

Burberry check

في عام 1901، تم تطوير شعار فارس بربري للفروسية الذي يحتوي على الكلمة اللاتينية "Prorsum"، والتي تعني «إلى الأمام»، وتم تسجيله لاحقًا كعلامة تجارية في عام 1909

### القرن 21
انضم كريستوفر بيلي إلى بربري كمخرج إبداعي في مايو 2001، أصبح الرئيس التنفيذي للإبداع منذ عام 2014، وكذلك الرئيس التنفيذي من 2014 إلى نوفمبر 2017. تنحى بيلي عن منصبه كمسؤول إبداعي في مارس 2018 وغادر العلامة التجارية تمامًا بحلول نهاية عام 2018.